# 普羅西夫齊
49°35′47″N 26°12′8″E / 49.59639°N 26.20222°E
普羅西夫齊（羅馬化：Prosivtsi）是烏克蘭的村落，位於該國西部捷爾諾波爾州，由捷尔诺波尔区負責管轄，處於茲布魯奇河畔，始建於1503年，面積0.64平方公里，2001年人口88。